# Jenna Bush Hager
Jenna Welch Hager, född Bush den 25 november 1981 i Dallas, Texas, är dotter till USA:s förre president George W. Bush och Laura Bush. Hon är tvillingsyster till Barbara Pierce Bush.
Hon arbetar som lärare.

## Tidiga liv och utbildning
Hager blev utbildad i flera grundskolor och gymnasier. Hon och systern Barbara Pierce studerade vid Preston Hollow Elementary School i Texas. 1994 blev Hager student på St.Andrew's Epicopal School, efter att familjen flyttat till Austin, Texas och George W. Bush blivit vald till Texas guvernör. Hon studerade vid Austin High School 1996 till sin examen 2000. Därefter studerade hon vid University of Texas at Austin.

## USA:s presidentval 2000
År 2000 bad Hager sin far att inte bli USA:s president för att det kunde förändra familjens liv.

## Karriär
Innan Jenna Hager lämnade Washington, D.C. sommaren 2006 undervisade hon på Elsie Whitlow Stokes Community Freedom Public Charter School i ett och ett halvt år. Hon tog sedan tjänsteledigt. Detta gav henne möjlighet att arbeta på en kvinnojour som en del av praktikplats på Unicef:s utbildningsavdelning i Latinamerika, särskilt i Panama. Därefter återvände hon till sin lärartjänst i Washington, D.C. Hon arbetar för närvarande som läs-samordnare vid en skola i Baltimore, Maryland.

## Förlovning och äktenskap
Den 15 augusti 2007 friade Henry Hager till Jenna på Cadillacberget i Acadia nationalpark i Maine. De mötte varandra under George W. Bushs presidentkampanj 2004. Paret gifte sig 2008 och 2013 föddes deras första dotter.

## Bilder

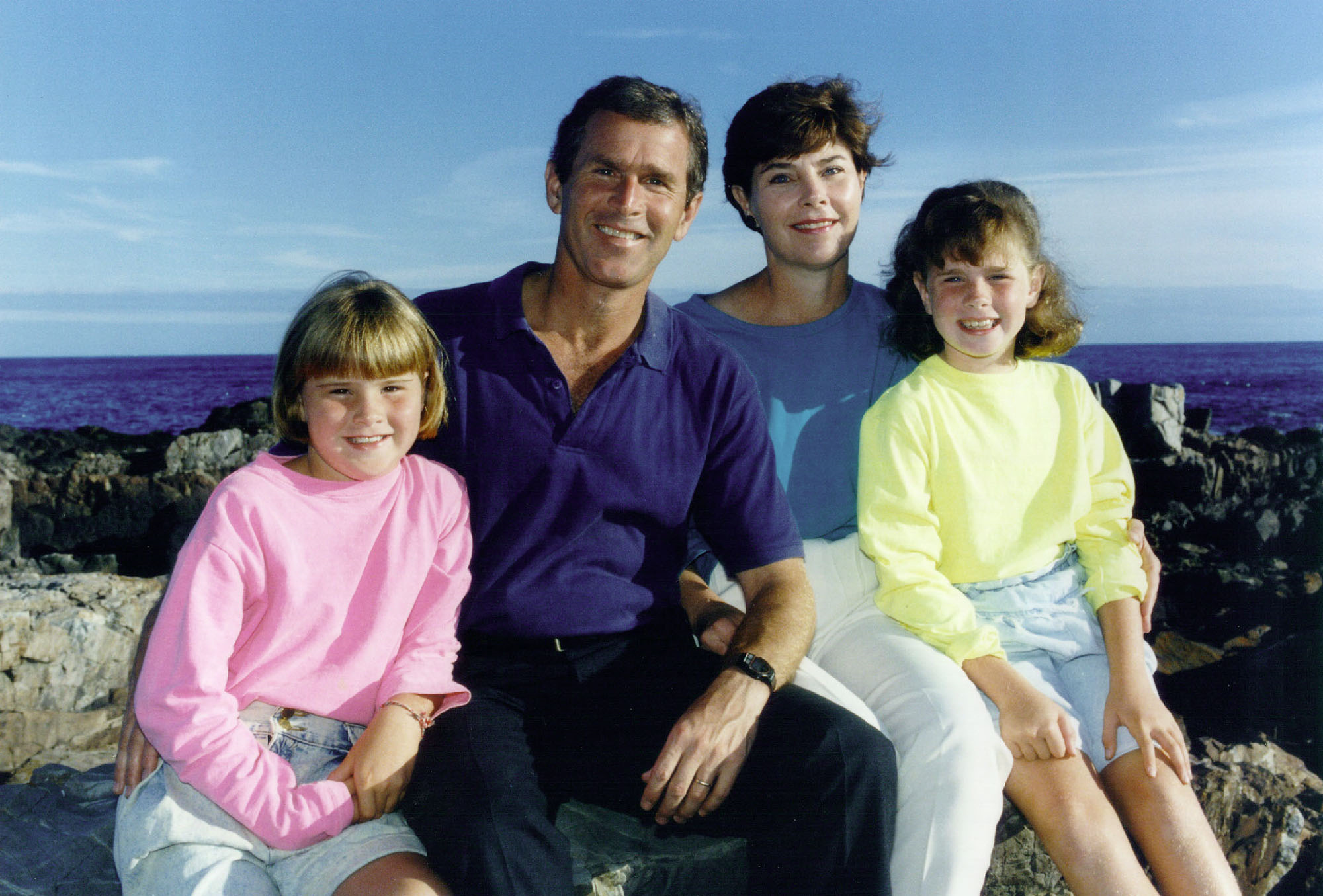
Jenna Hager och systern Barbara Pierce med föräldrarna.
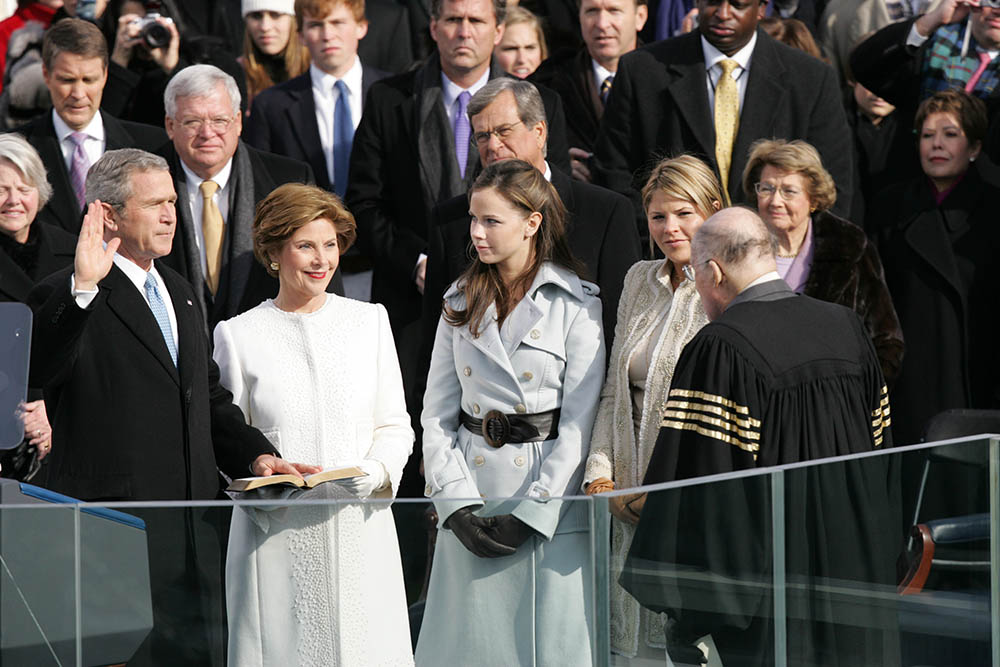
Jenna Bush (andra personen från höger) ser sin far svära presidenteden.
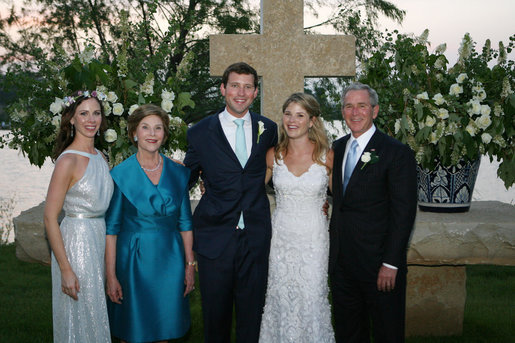
Från vänster:Barbara Pierce Bush, Laura Bush, Henry Hager, Jenna Bush, George W. Bush efter vigseln den 10 maj 2008.